# Mauro Covacich
Mauro Covacich, né en 1965 à Trieste, est un écrivain italien.

## Œuvres
- Storia di pazzi e di normali. La follia in una città di provincia, Collana Geografie, Roma, Theoria, 1993  (ISBN 978-88-24-10335-0) - Laterza, 2007.
- Colpo di Lama, Neri Pozza, Vicenza, 1995  (ISBN 978-88-73-05495-5)
- Mal d'autobus, Collana Le Gaggie, Tropea, 1997  (ISBN 978-88-43-80058-2)
- Anomalie, Collana Letteratura contemporanea, Mondadori, Milano, 1998  (ISBN 978-88-04-44462-6)
- La poetica dell'Unabomber, Collana Geografie, Theoria, Roma, 1999  (ISBN 978-88-24-10625-2)
- L'amore contro, Collana Strade blu, Mondadori, Milano, 2001  (ISBN 978-88-04-48707-4)
- A perdifiato, Collana Scrittori Italiani e Stranieri, Mondadori, Milano, 2003  (ISBN 978-88-04-51210-3) - Einaudi, 2005-2017.
- Fiona, Collana Supercoralli, Einaudi, Torino, 2005  (ISBN 978-88-06-16863-6)
- Trieste sottosopra. Quindici passeggiate nella città del vento, Collana Contromano, Laterza, Roma-Bari, 2006  (ISBN 978-88-42-07985-9)
- Prima di sparire, Collana I Coralli, Einaudi, Torino, 2008  (ISBN 978-88-06-16864-3)
- A nome tuo, Collana Supercoralli, Einaudi, Torino, 2011  (ISBN 978-88-06-20018-3)
- L'arte contemporanea spiegata a tuo marito, Collana I Robinson. Letture, Laterza, Roma-Bari, 2011  (ISBN 978-88-42-09753-2)
- L'esperimento, Collana Supercoralli, Einaudi, Torino, 2013  (ISBN 978-88-06-20019-0)
- La sposa, Collana Narratori italiani, Bompiani, Milano, 2014  (ISBN 978-88-45-27589-0)
- La città interiore, Collana Oceani n.10, La nave di Teseo, Milano, 2017  (ISBN 978-88-93-44107-0)

## À noter
Le film Miele, réalisé par Valeria Golino et sorti en 2013, est librement inspiré de son roman Vi perdono, publié sous le pseudonyme de Angela Del Fabbro et réédité sous le titre A nome tuo .

## Source
- (it) Cet article est partiellement ou en totalité issu de l’article de Wikipédia en italien intitulé « Mauro Covacich » (voir la liste des auteurs).

1. ↑  « Libro/film - MIELE, tra Mauro Covacich a Valeria Golino », sur cinemaitaliano.info (consulté le 8 avril 2023).